# آزمون فینکل‌اشتاین

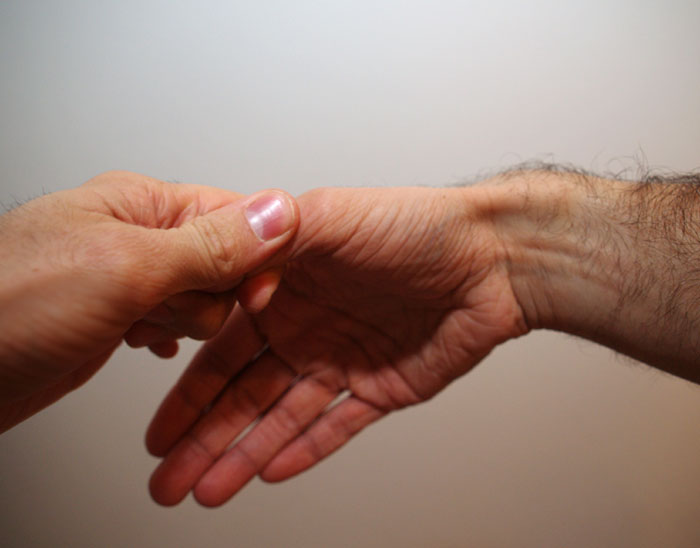
تست کلاسیک فینکل اشتاین

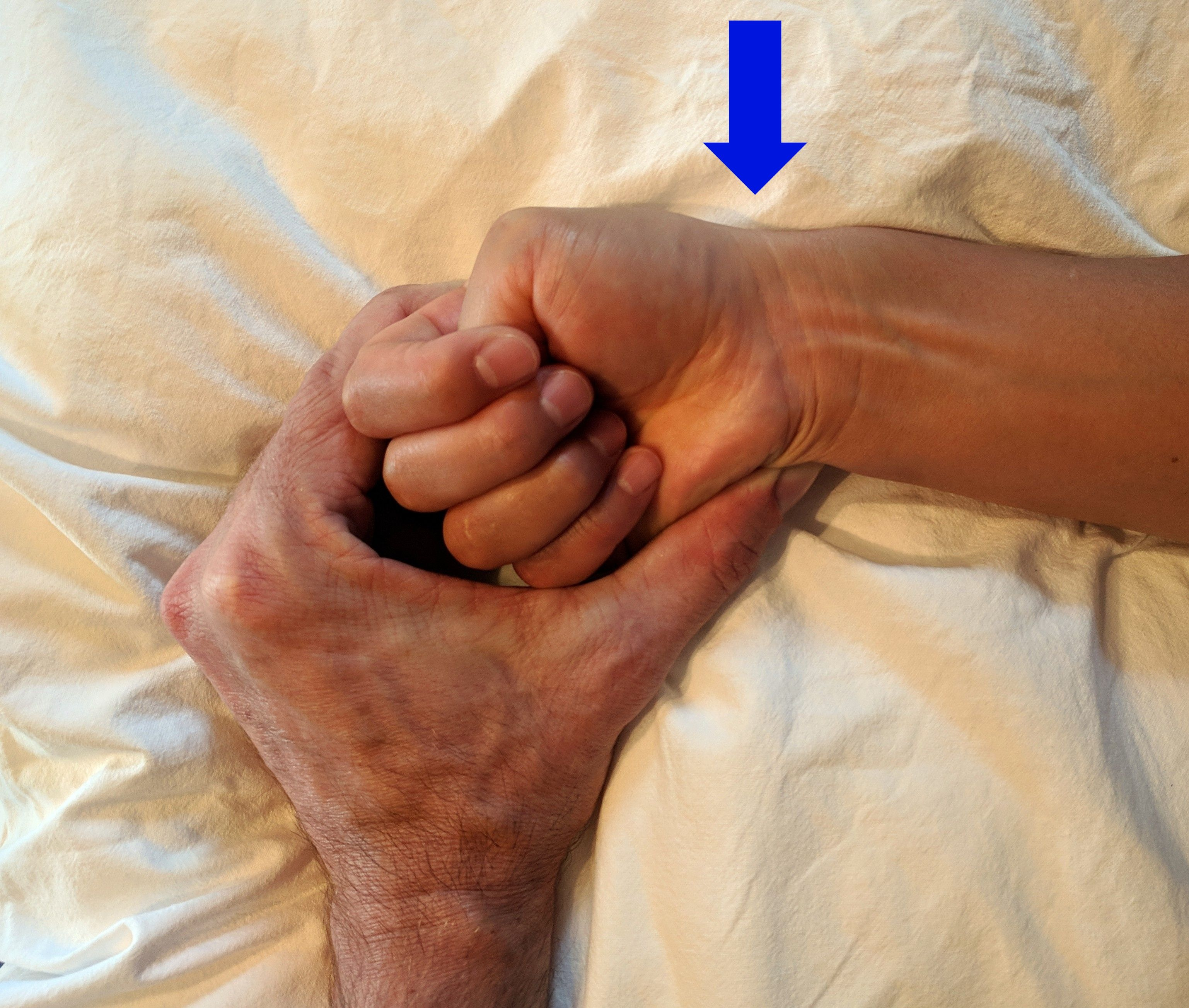
یک مثال از تست آیشهاف. قسمتی که با فلش نشان داده شده درد افزایش میابد

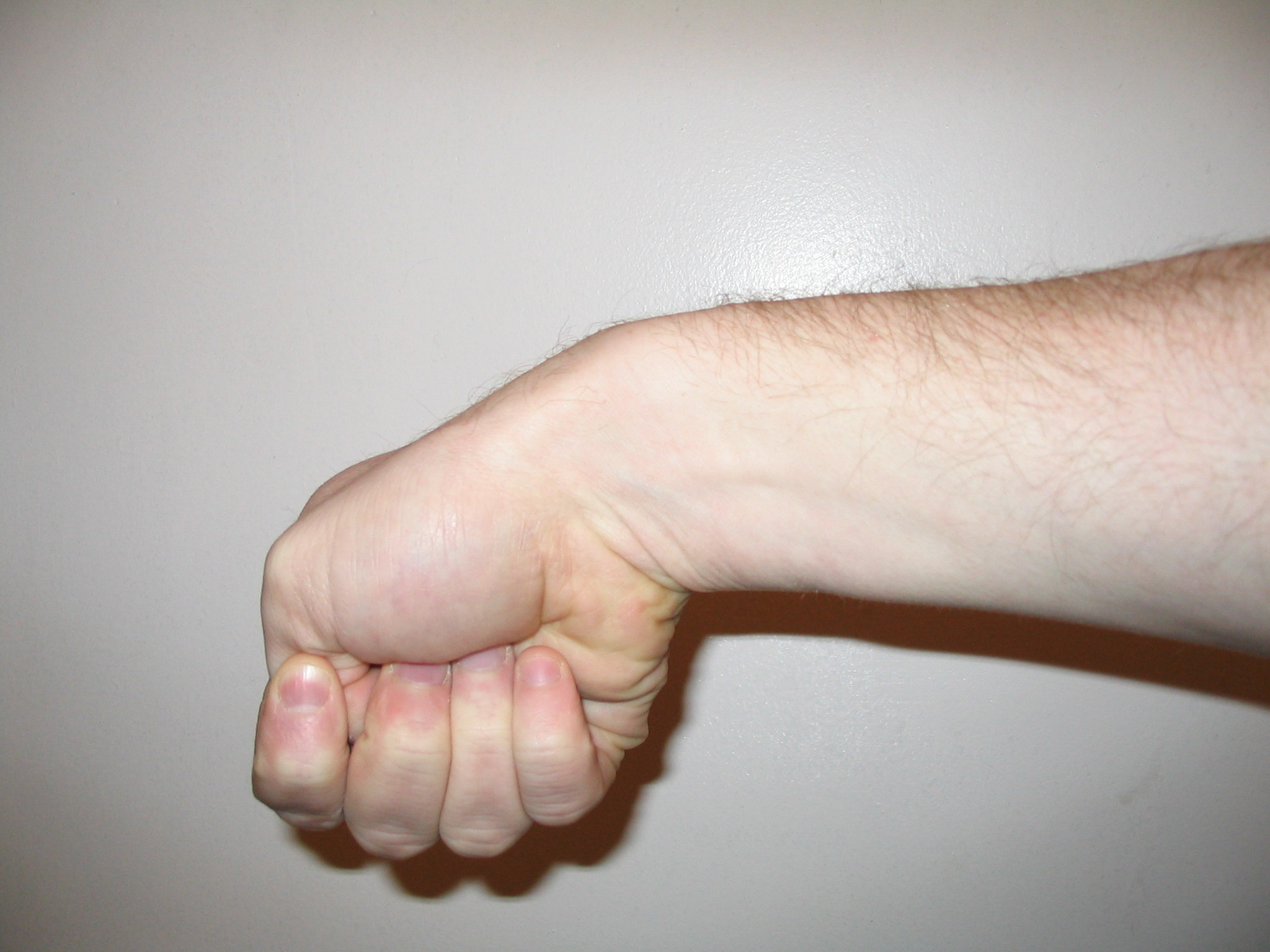
تست آیشهاف برای تشخیص بیماری دکوروین

آزمون فینکل‌اشتاین (انگلیسی: Finkelstein's test؛ تلفظ صحیح: فینکلستین) برای تشخیص بیماری سندرم دکوروان هنگام درد مچ انجام می‌گیرد.
توصیفات کلاسیک آزمون فینکل‌اشتاین زمانی است که پزشک شست بیمار را به می‌گیرد و دستش را به سرعت منحرف می‌کند.اگر درد تیز در امتداد شعاع دور (بالای ساعد، نزدیک به مچ) رخ می‌دهد، احتمال بیماری دکوروان می‌رود.
آزمون فینکل‌اشتاین معمولاً با تست آیشهاف اشتباه گرفته می‌شود.آزمون فینکل‌اشتاین زمانی است که بیمار شست خود را می‌گیرد و پزشک دست بیمار را به می‌گیرد و دستش را به سرعت منحرف می‌کند. اگر درد تیز در امتداد شعاع دور (بالای ساعد، نزدیک به مچ) رخ می‌دهد، احتمال بیماری دکوروان می‌رود.
با این حال، آزمایش آیشهاف ممکن است منجر به نتایج مثبت کاذب شود، در حالی که آزمون فینکل‌اشتاین توسط یک پزشک ماهر، بعید به نظر می‌رسد که باعث اشتباه شود.